# Rémi Mulumba
Rémi Mulumba (sinh 2 tháng 11 năm 1992 ở Abbeville) là một cầu thủ bóng đá Cộng hòa Dân chủ Congo hiện tại thi đấu cho câu lạc bộ Pháp Gazélec Ajaccio. Anh là một cầu thủ trẻ quốc gia Pháp ra sân cho U-17, U-18, và U-19.
Vào tháng 8 năm 2015, anh quyết định đại diện Cộng hòa Dân chủ Congo và được triệu tập lần đầu vào tháng 9 năm 2015 trong trận đấu với Cộng hòa Trung Phi. Mulumba thi đấu ở vị trí tiền vệ và là con trai của cựu cầu thủ bóng đá Albert Mulumba, cựu cầu thủ của SC Abbeville, nơi Mulumba bắt đầu sự nghiệp. Anh gia nhập Amiens năm 2006 và ra mắt cho câu lạc bộ ngày 7 tháng 5 năm 2010 trong trận đấu trước Bayonne. Ngày 12 tháng 7 năm 2010, Mulumba ký bản hợp đồng 3 năm cùng với FC Lorient.